# 星名桜子
星名 桜子（ほしな さくらこ、 1992年11月17日 - ）は、日本のモデル・大食いタレント。アリストトリスト所属。

## 略歴
東京都出身。原宿のロリータ服を扱うお店で働いていた。ランチの為に外出した際、現マネージャーにスカウトされ芸能界入り。雑誌KERAのSNAPに載った事がきっかけとなり読者モデルデビュー。
雑誌KERAやGothic&Lolita Bibleのレギュラーモデルとして活動。雑誌が休刊となり現在は原宿系ファッションの複数のブランドのモデルを務める。他にもファッションショーのショーモデルや海外でのジャパンカルチャーイベントにモデルとして出演をしている。実は細身からは想像できない大食いで、大食いタレントとしてテレビ出演もこなしている。
マネージャーはプロレスラーの蝶野正洋も担当している。その関わりからか蝶野のイベントでMCを務めることがある。蝶野が展開するアパレルショップ「アリストトリスト」の1日店長として店頭に立つことがある。
ゴスロリ系のファッションに目覚めたきっかけはDEATH NOTE (映画)のミサミサを観てからと公言している。
ミサミサ（弥 海砂）役を務めた戸田恵梨香と日本テレビ「崖っぷちホテル！」で共演を果たしている。
ファッションの他にはアニメ・ホラー・スチームパンク・音楽などに興味があり、SNS上でよくつぶやかれている。特にホラーは死霊館シリーズやウォーキング・デッドなどが好きで、『死霊館 エンフィールド事件』では応援メッセージなども発信している。
アーティスト活動開始
YouTube公式チャンネルでデビュー曲となる『はじまりの歌』のMVが公開されている。
YouTube公式チャンネルで新曲『小夜時雨』のMVが公開されている。

## 読者モデル歴
- KERA（インデックス・コミュニケーションズ） - レギュラーモデル/[1]
- Gothic&Lolita Bible（インデックス・コミュニケーションズ） - レギュラーモデル[2]
- Miel（宝島社）
- tulle（スペースシャワー ネットワーク）
- 原宿POPUNITED（株式会社ポピュナイテッド）
- LE PANIER　るぱにえ（ASOBISYSTEM CO.,LTD）

## テレビ
- フジテレビ「警視庁いきもの係」－星川咲希役
- テレビ東京「『シルク・ドゥラ・シンフォニー』いよいよ日本初上陸SP！」
- 日本テレビ「崖っぷちホテル!」－園田麗美役
- フジテレビ「ウワサのお客さま」
- TBS「ミステリープラネット」

## ラジオ
- TBSラジオ「たまむすび」
- 文化放送「大竹まこと ゴールデンラジオ!」